# ICC KnockOut 1998
Die ICC KnockOut Trophy 1998 wurde vom 24. Oktober bis zum 1. November 1998 in Bangladesch ausgetragen. Es war die erste Champions Trophy im ODI-Cricket, die vom Weltverband International Cricket Council (ICC) organisiert wird, und nach dem Asia Cup 1988 das zweite wichtige Cricketturnier in Bangladesch. Damals noch ICC KnockOut Trophy genannt, trägt das Turnier seit 2002 den Namen Champions Trophy. Die KnockOut Trophy 1998 wurde vom indischen Mischkonzern ITC Limited gesponsert und trägt daher den offiziellen Namen Wills International Cup, benannt nach der Zigarettenmarke Wills Navy Cut dieses Konzerns. Das Turnier war ursprünglich inspiriert vom FIFA-Konföderationen-Pokal, wobei die besten Mannschaften der jeweiligen Konföderation gegeneinander antreten, bei diesem Turnier trafen jedoch die besten Mannschaften der ICC ODI Championship aufeinander. Der ICC rief dieses Turnier zur Finanzierung und Entwicklung des Sports in assoziierten Ländern ins Leben.
An der ICC KnockOut Trophy 1998 nahmen die damals neun Test-Cricket-Länder Australien, England, Indien, Neuseeland, Pakistan, Simbabwe, Sri Lanka, Südafrika und die West Indies teil. Da das Turnier nur aus der K.-o.-Phase bestand, mussten die beiden schlechtesten Mannschaften der ODI-Rangliste um den achten Platz spielen. Demzufolge traf Neuseeland im Qualifikationsspiel auf Simbabwe. Neuseeland besiegte Simbabwe mit fünf Wickets und sicherte sich so seinen Platz im Viertelfinale. Alle acht Spiele fanden im Bangabandhu National Stadium in Dhaka statt. Das zukünftige Test-Cricket-Land und Gastgeber Bangladesch nahm jedoch nicht am Turnier teil.
Im Finale setzte sich Südafrika mit vier Wickets gegen die West Indies durch und gewann damit seinen ersten internationalen Crickettitel.

## Vergabe
Der International Cricket Council vergab die KnockOut Trophy 1998 zur Förderung des dortigen Crickets an Bangladesch. Da es damals jedoch über keinen Test-Cricket-Status verfügte, nahm Bangladesch nicht an diesem Turnier teil, obschon es die ICC Trophy 1997 gewonnen und sich damit für den Cricket World Cup 1999 qualifiziert hatte. Eine der schlimmsten Überflutungen in dem Gebiet bedrohte die Durchführung des Turnieres. Das Turnier konnte jedoch fortgesetzt werden und das Bangladesh Cricket Board versprach, zehn Prozent der Einnahmen für den Fluthilfefonds des Premierministers zu spenden. Nach dem Asia Cup 1988 war es das zweite Cricketturnier das vollständig in Bangladesch ausgetragen wurde.

## Teilnehmer
Die damals neun Test-Cricket-Länder qualifizierten sich automatisch für die ICC KnockOut Trophy 1998: Australien, England, Indien, Neuseeland, Pakistan, Simbabwe, Sri Lanka und die West Indies. An dem Turnier nahm kein assoziiertes Mitglied teil.

Teilnehmende Länder der ICC KnockOut 1998; insgesamt neun Teams nahmen teil.
Qualifiziert als Vollmitglied des International Cricket Council (ICC)
Keine Teilnahme

| Land        | Qualifikationsgrundlage | Bestes Ergebnis |
| ----------- | ----------------------- | --------------- |
| Australien  | Vollmitglieder          | Debüt           |
| England     | Vollmitglieder          | Debüt           |
| Indien      | Vollmitglieder          | Debüt           |
| Neuseeland  | Vollmitglieder          | Debüt           |
| Pakistan    | Vollmitglieder          | Debüt           |
| Simbabwe    | Vollmitglieder          | Debüt           |
| Sri Lanka   | Vollmitglieder          | Debüt           |
| Südafrika   | Vollmitglieder          | Debüt           |
| West Indies | Vollmitglieder          | Debüt           |

## Stadion
Die ICC KnockOut Trophy 1998 wurde im bangladeschischen Bangabandhu National Stadium in Dhaka ausgetragen. Insgesamt wurden acht Partien während der ICC KnockOut Trophy 1998 ausgetragen, darunter das Qualifikationsspiel und die Finalrunde.
| \| Bangabandhu National Stadium \| |
| ICC KnockOut 1998 (Bangladesch)    |
| Bangabandhu National Stadium       |

| Bangabandhu National Stadium |

## Format
Die ICC KnockOut Trophy 1998 wurde über neun Tage zwischen neun verschiedenen Mannschaften über acht Spiele ausgetragen. Sie begann am 24. Oktober 1998 im Bangabandhu National Stadium in Dhaka mit dem Qualifikationsspiel zwischen Neuseeland und Simbabwe. Das Turnier endete am 1. November im denselben Stadion mit dem Finale zwischen Südafrika und den West Indies, wobei Südafrika die ICC KnockOut Trophy gewann.

### Spielplan
Die nachfolgende Tabelle zeigt das tägliche Programm der ICC KnockOut Trophy 1998. Dabei steht ein zyanblaues Kästchen für das Qualifikationsspiel, ein grünes Kästchen für Finalrundenspiele und ein gelbes Kästchen für das Finale.
| Finalrunde Oktober/November | Sa. 24. | So. 25. | Mo. 26. | Di. 27. | Mi. 28. | Do. 29. | Fr. 30. | Sa. 31. | So. 1. |
| --------------------------- | ------- | ------- | ------- | ------- | ------- | ------- | ------- | ------- | ------ |
| Finalrunde                  | 1       | 1       | 1       |         | 1       | 1       | 1       | 1       | 1      |

| Farblegende   |
| Qualifikation |
| Finalrunde    |
| Finale        |

### Qualifikationsspiel
Das Qualifikationsspiel zwischen Neuseeland und Simbabwe war die einzige Partie vor der Finalrunde um den letzten Platz des Viertelfinales auszuspielen.

### Finalrunde
Ab dieser Phase nahm das Turnier ein K.-o.-System an. Jedes Spiel musste zwingend mit einem Sieg enden. Gab es nach beiden Innings keinen Sieger, wurde das Spiel durch ein Bowl-out entschieden.

## Kaderlisten
Alle damaligen neun Test-Cricket-Länder nahmen am Turnier teil. Jedes Team wählte einen vorläufigen 30-köpfigen Kader, der einen Monat vor Turnierbeginn auf 14 Spieler reduziert wurde.
| ODI | ODI | ODI |
| Australien | England | Indien |
| --- | --- | --- |
| - Steve Waugh (K) - Mark Waugh (VK) - Michael Bevan - Damien Fleming - Adam Gilchrist (wk) - Brendon Julian - Michael Kasprowicz - Darren Lehmann - Damien Martyn - Glenn McGrath - Ricky Ponting - Gavin Robertson - Andrew Symonds - Brad Young                                                 | - Adam Hollioake (K) - Ian Austin - Ali Brown - Dougie Brown - Mark Ealham - Neil Fairbrother - Matthew Fleming - Ashley Giles - Graeme Hick - Nick Knight - Graham Lloyd - Peter Martin - Jack Russell (wk) - Chris Silverwood      | - Mohammad Azharuddin (K) - Ajit Agarkar - Rahul Dravid - Sourav Ganguly - Ajay Jadeja - Sunil Joshi - Anil Kumble - V. V. S. Laxman - Nayan Mongia (wk) - Venkatesh Prasad - Robin Singh - Javagal Srinath - Sachin Tendulkar    |
| Neuseeland | Pakistan | Simbabwe |
| - Stephen Fleming (K) - Geoff Allott - Nathan Astle - Mark Bailey - Matthew Bell - Simon Doull - Chris Harris - Matt Horne - Craig McMillan - Shayne O’Connor - Adam Parore (wk) - Alex Tait - Daniel Vettori - Paul Wiseman                                                                      | - Aamer Sohail (K) - Aaqib Javed - Akhtar Sarfraz - Arshad Khan - Azhar Mahmood - Ijaz Ahmed - Moin Khan (wk) - Saleem Elahi - Saleem Malik - Saqlain Mushtaq - Shahid Afridi - Shoaib Akhtar - Wasim Akram - Yousuf Youhana         | - Alistair Campbell - Craig Evans - Andy Flower - Grant Flower - Murray Goodwin - Neil Johnson - Pommie Mbangwa - Gavin Rennie - Paul Strang - Heath Streak - Andy Whittall - Craig Wishart - Henry Olonga - Adam Huckle          |
| Sri Lanka | Südafrika | West Indies |
| - Arjuna Ranatunga (K) - Aravinda de Silva (VK) - Marvan Atapattu - Upul Chandana - Kumar Dharmasena - Avishka Gunawardene - Sanath Jayasuriya - Romesh Kaluwitharana (wk) - Roshan Mahanama - Muttiah Muralitharan - Hashan Tillakaratne - Chaminda Vaas - Pramodya Wickramasinghe - Nuwan Zoysa | - Hansie Cronje (K) - Dale Benkenstein - Nicky Boje - Mark Boucher (wk) - Derek Crookes - Daryll Cullinan - Alan Dawson - Steve Elworthy - Jacques Kallis - Gary Kirsten - Makhaya Ntini - Shaun Pollock - Jonty Rhodes - Pat Symcox | - Brian Lara - Keith Arthurton - Shivnarine Chanderpaul - Mervyn Dillon - Carl Hooper - Ridley Jacobs - Reon King - Clayton Lambert - Rawl Lewis - Nixon McLean - Neil McGarrell - Phil Simmons - Philo Wallace - Stuart Williams |

## Spiele
Die ICC KnockOut Trophy 1998 bestand vor allem aus der Finalrunde und alle damaligen Test-Cricket-Länder nahmen am Turnier teil. Somit konnten neun Mannschaften am Turnier teilnehmen, womit zwei Mannschaften ein Qualifikationsspiel für den achten und letzten Platz in der Finalrunde bestreiten mussten. Ursprünglich wurde angekündigt, dass die neun Mannschaften nach ihren Platzierungen beim Cricket World Cup 1996 platziert werden würden. Die schlussendliche Auslosung war jedoch an die Mannschaften mit einer größeren Fangemeinde angepasst worden, demzufolge spielte Neuseeland gegen Simbabwe um den verbleibenden Platz der Finalrunde.

### Qualifikation
Simbabwe und Neuseeland mussten zunächst eine Qualifikation für das Viertelfinale bestreiten:
| 24. Oktober Scorecard | Dhaka | Simbabwe 258-7 (50)              | – | Neuseeland 260-5 (50) |
|                       |       | Neuseeland gewinnt mit 5 Wickets |   |                       |

Simbabwe gewann den Münzwurf und entschied sich als Schlagmannschaft zu beginnen. Als Spieler des Spiels wurde Stephen Fleming ausgezeichnet.

### Viertelfinale
| 25. Oktober Scorecard | Dhaka | England 281-7 (50)              | – | Südafrika 283-4 (46.4) |
|                       |       | Südafrika gewinnt mit 6 Wickets |   |                        |

England gewann den Münzwurf und entschied sich als Schlagmannschaft zu beginnen. Als Spieler des Spiels wurde Daryll Cullinan ausgezeichnet.
| 26. Oktober Scorecard | Dhaka | Neuseeland 188 (49.5)           | – | Sri Lanka 191-5 (41.3) |
|                       |       | Sri Lanka gewinnt mit 5 Wickets |   |                        |

Sri Lanka gewann den Münzwurf und entschied sich als Feldmannschaft zu beginnen. Als Spieler des Spiels wurde Arjuna Ranatunga ausgezeichnet.
| 28. Oktober Scorecard | Dhaka | Indien 307-8 (50)          | – | Australien 263 (48.1) |
|                       |       | Indien gewinnt mit 44 Runs |   |                       |

Australien gewann den Münzwurf und entschied sich als Feldmannschaft zu beginnen. Als Spieler des Spiels wurde Sachin Tendulkar ausgezeichnet.
| 29. Oktober Scorecard | Dhaka | West Indies 289-9 (50)          | – | Pakistan 259-9 (50) |
|                       |       | West Indies gewinnt mit 30 Runs |   |                     |

Die West Indies gewannen den Münzwurf und entschied sich als Schlagmannschaft zu beginnen. Als Spieler des Spiels wurde Keith Arthurton ausgezeichnet.

### Halbfinale
| 30. Oktober Scorecard | Dhaka | Südafrika 240-7 (39/39)                    | – | Sri Lanka 132 (23.4/34) |
|                       |       | Südafrika gewinnt mit 92 Runs (D/L method) |   |                         |

Sri Lanka gewann den Münzwurf und entschied sich als Feldmannschaft zu beginnen. Als Spieler des Spiels wurde Jaques Kallis ausgezeichnet.
| 31. Oktober Scorecard | Dhaka | Indien 242-6 (50)                 | – | West Indies 245-4 (47) |
|                       |       | West Indies gewinnt mit 6 Wickets |   |                        |

Indien gewann den Münzwurf und entschied sich als Schlagmannschaft zu beginnen. Als Spieler des Spiels wurde Mervyn Dillon ausgezeichnet.

### Finale
| 1. November Scorecard | Dhaka | West Indies 245 (49.3)          | – | Südafrika 248-6 (47) |
|                       |       | Südafrika gewinnt mit 4 Wickets |   |                      |

Südafrika gewann den Münzwurf und entschied sich als Feldmannschaft zu beginnen. Als Spieler des Spiels wurde Jacques Kallis ausgezeichnet.

## Statistiken

Ergebnis der ICC KnockOut 1998:
Sieger
Finalist
Halbfinalteilnahme
Viertelfinalteilnahme
In der Qualifikation ausgeschieden
Keine Teilnahme

Während des Turniers wurden folgende Statistiken erzielt.
| ODIs                   | ODIs        | ODIs    | ODIs    | ODIs    | ODIs    | ODIs    | ODIs    | ODIs    |
| Batting                | Batting     | Batting | Batting | Batting | Batting | Batting | Batting | Batting |
| Spieler                | Mannschaft  | Spiele  | Innings | Runs    | Average | HS      | 100s    | 50s     |
| ---------------------- | ----------- | ------- | ------- | ------- | ------- | ------- | ------- | ------- |
| Philo Wallace          | West Indies | 3       | 3       | 221     | 73,66   | 103     | 1       | 1       |
| Jacques Kallis         | Südafrika   | 3       | 3       | 164     | 82,00   | 113*    | 1       | 0       |
| Shivnarine Chanderpaul | West Indies | 3       | 3       | 150     | 50,00   | 74      | 0       | 1       |
| Sachin Tendulkar       | Indien      | 2       | 2       | 149     | 74,50   | 141     | 1       | 0       |
| Hansie Cronje          | Südafrika   | 3       | 3       | 148     | 74,00   | 67      | 0       | 2       |
| Bowling                |             |         |         |         |         |         |         |         |
| Spieler                | Mannschaft  | Spiele  | Overs   | Wickets | Average | BBI     | 5W      | 10W     |
| Jacques Kallis         | Südafrika   | 3       | 21.3    | 8       | 14,00   | 5/30    | 1       | 0       |
| Sachin Tendulkar       | Indien      | 2       | 19.1    | 6       | 11,16   | 4/38    | 0       | 0       |
| Mervyn Dillon          | West Indies | 3       | 28.0    | 6       | 22,83   | 3/38    | 0       | 0       |
| Keith Arthurton        | West Indies | 3       | 13.0    | 4       | 14,25   | 4/31    | 0       | 0       |
| Steve Elworthy         | Südafrika   | 2       | 11.0    | 4       | 17,25   | 3/21    | 0       | 0       |